# Zapalenie wielomięśniowe
Zapalenie wielomięśniowe (łac. polymyositis, PM) – przewlekłe zapalenie mięśni o charakterze idiopatycznym i nabytym. Jego szczególną odmianą jest zapalenie skórno-mięśniowe. PM należy do szczególnej grupy chorób reumatycznych, zwanych układowymi schorzeniami tkanki łącznej. Zatem oprócz mięśni szkieletowych choroba może dotyczyć także serca, płuc, przewodu pokarmowego, stawów czy naczyń krwionośnych.

## Etiologia
Etiologia nie została poznana. Naczelną rolę odgrywają procesy autoimmunologiczne.

## Epidemiologia
- Wiek: może wystąpić w każdym wieku. Są dwa szerokie szczyty zachorowań: postać dziecięca między 10. a 15. rż. oraz postać dorosłych między 35. a 65. rż.
- Płeć: Kobiety chorują dwa razy częściej od mężczyzn[1].

## Objawy kliniczne

### Objawy ogólne
Osłabienie, zmęczenie, stany podgorączkowe, rzadziej gorączka, spadek masy ciała.

### Objawy mięśniowe
- Symetryczne osłabienie z towarzyszącym na ogół bólem lub tkliwością mięśni obręczy barkowej i/lub biodrowej, mięśni karku, grzbietu – wynikające z tego utrudnione wstawanie z pozycji siedzącej, chodzenie po schodach, unoszenie przedmiotów, czesanie włosów[1].
- Dysfagia i dysfonia – wynikają z osłabienia mięśni gardła, krtani i przełyku. Dysfagia może przyczynić się do zachłyśnięcia pokarmem[1].
- Czasem duszność, niewydolność oddechowa – osłabienie mięśni oddechowych[1].
- Rzadziej: oczopląs, zaburzenia widzenia – zajęcie procesem chorobowym mięśni okoruchowych[1].

### Objawy skórne
Występują w postaci zwanej dermatomyositis (w skrócie DM).

### Objawy płucne
Śródmiąższowa choroba płuc (35%) z suchym kaszlem, stopniowo narastającą dusznością. Może dojść do rozwoju przewlekłej niewydolności oddechowej.

### Objawy sercowe
Przyspieszona akcja serca albo bradykardia. Rzadko cechy niewydolności serca.

### Objawy z przewodu pokarmowego
Refluks żołądkowo-przełykowy, zaburzona motoryka przewodu pokarmowego, rzadko owrzodzenia lub krwawienia.

### Objawy stawowe
Nienadżerkowe zapalenie stawów – obrzęk i ból lub sam ból obwodowych stawów,  zwłaszcza rąk (30%).

### Zwapnienia
Mogą dotyczyć skóry, tkanki podskórnej, mięśni, powięzi czy ścięgien. Czasem w postaci ciężkiej kalcynozy.

## Diagnostyka

### Badania laboratoryjne
a) Z krwi – wzrost poziomu markerów uszkodzenia mięśni szkieletowych – kinaza fosfokreatynowa, aminotransferaza asparaginianowa (czasem też aminotransferaza alaninowa), aldolaza. Należy zaznaczyć, że w pewnych okresach, czasem bardzo długich, aktywność enzymów mięśniowych może być prawidłowa. Wzrost stężenia białka mięśniowego – mioglobiny, przyspieszony opad krwi, podwyższona wartość białka C-reaktywnego (CRP) czy gammaglobulin. W 40–80% przypadków PM obecne są przeciwciała ANA. Oceniając ich swoistość, najczęściej w przypadku PM spotyka się dwie grupy autoprzeciwciał:
- skojarzone z PM/DM: przeciwciała przeciwko syntetazom aminoacylo-tRNA, np. anty-Jo-1; anty-SRP, anty-Mi-2
- towarzyszące PM/DM: anty-Ro, anty-La, anty-Ku, anty-U1-RNP, anty-U2-RNP, anty-Sm, anty-PM/Scl[1].

b) Badania histopatologiczne
Pobrane drogą biopsji chirurgicznej:
- wycinek mięśniowy – stwierdzenie pod mikroskopem nacieku zapalnego w mięśniu poprzecznie-prążkowanym,
- wycinek płucny – nacieki zapalne w śródmiąższu płuca o różnej postaci[1].

### Badania czynnościowe
- elektromiografia – pierwotne uszkodzenie mięśni[1]
- spirometria/bodypletyzmografia, DLCO – przy podejrzeniu zajęcia płuc[1]
- EKG – poszukiwanie zmian rytmu serca (tachykardia zatokowa, rzadziej bradykardia); zwykle nieswoiste zmiany odcinka ST i załamka T; rzadko – blok przedsionkowo-komorowy I° lub II°[1]

### Badania obrazowe
- Rezonans magnetyczny mięśni – niespecyficznie wzmożony sygnał w obrazach T1 i T2-zależnych. Badanie może ułatwić wybór mięśnia do biopsji[1].
- RTG oraz tomografia komputerowa wysokiej rozdzielczości klatki piersiowej – poszukiwanie zmian w płucach[1].
- RTG kości i stawów – zwapnienia w tkance podskórnej i mięśniach, stawy bez nadżerek, osteoporoza[1].

## Kryteria rozpoznawcze zapalenia wielomięśniowego
Według Bohana i Petera (1975): rozpoznanie PM jest pewne, gdy spełnione są 4 kryteria; prawdopodobne, gdy 3; możliwe, gdy występują 2 kryteria:
1. symetryczne, narastające osłabienie mięśni pasa barkowego i/lub biodrowego,
2. obraz histologiczny typowy dla zapalenia mięśni,
3. zwiększona aktywność kinazy kreatynowej lub aldolazy w surowicy,
4. cechy pierwotnego uszkodzenia mięśni w elektromiografii.

## Diagnostyka różnicowa
- idiopatyczna miopatia zapalna
- polimialgia reumatyczna
- zapalenie mięśni w przebiegu innych chorób tkanki łącznej (zespół nakładania)
- zapalenie mięśni towarzyszące chorobie nowotworowej
- wtrętowe zapalenie mięśni
- zespół Shulmana
- ogniskowe zapalenie mięśni
- zapalenie mięśni oczodołu
- inne przyczyny wtórnego zapalenia lub osłabienia mięśni: choroby tarczycy lub przytarczyc, zespół Cushinga, glikogenozy, niedobór karnityny, zaburzenia metabolizmu witaminy A, dystrofie mięśniowe, nużliwość mięśni, stwardnienie zanikowe boczne, zespół Lamberta-Eatona, neuropatia proksymalna, sarkoidoza, uraz, hipertermia, wstrząs elektryczny, rozmaite infekcje, dyselektrolitemia, leki (np. antyarytmiczne, immunomodulujące, hipolipemizujące, przeciwpadaczkowe, przeciwwirusowe, przeciwnowotworowe, przeciwgruźlicze, przeciwmalaryczne, glikokortykosteroidy), środki i toksyny (karnityna, kokaina, heroina, tlenek węgla, alkohol – w tym zespół odstawienny od alkoholu)

## Przebieg i rokowanie
Choroba może mieć początek ostry (liczony w dniach), podostry (w tygodniach) lub przewlekły (w miesiącach lub latach). U pacjentów bez leczenia zachodzi zanik mięśni i powstają przykurcze. Pięcioletnie przeżycie dotyczy ok. 50% chorych. Zapalenie wielomięśniowe zwiększa dwukrotnie prawdopodobieństwo istnienia nowotworu złośliwego. Przy właściwym leczeniu 10 lat przeżywa >80% chorych. Gorsze rokowanie mają osoby z zajęciem narządów istotnych życiowo (płuca, serce).

## Leczenie

### Farmakoterapia
- Glikokortykosteroidy: np. prednizon 1 mg/kg/doba. Przy ostrym początku choroby lub  cięższym przebiegu zastosowanie ma pulsoterapia metyloprednizolonem 0,5 do 1 g przez 3 dni. Czasem sterydoterapia jest wymagana do końca życia. Wówczas szczególnie istotna jest profilaktyka ewentualnych powikłań takiego leczenia[1].
- Leki II rzutu (przy braku poprawy podczas steroidoterapii lub w ciężko przebiegających przypadkach chorobowych): dodatkowo do glikokortykosteroidów – metotreksat 1 raz w tygodniu (z podawaniem kwasu foliowego), azatiopryna, cyklosporyna A, cyklofosfamid, mykofenolan mofetylu, immunoglobulina ludzka[1].

### Leczenie usprawniające
- Kinezyterapia – w ostrej fazie choroby tylko ćwiczenia bierne zapobiegające skurczom; podczas rekonwalescencji ćwiczenia izometryczne i w odciążeniu, potem stopniowo trening izotoniczny i aerobowy. Dobry efekt dają ćwiczenia w wodzie[1].